# Krásnohorská Dlhá Lúka
Krásnohorská Dlhá Lúka, ungarisch Várhosszúrét (bis 1927 „Dlhá Lúka“; deutsch Lange-Wiese, ungarisch bis 1907 Krasznahorkahosszúrét – älter auch Hosszúmező) ist eine Gemeinde im Osten der Slowakei mit 701 Einwohnern (Stand 31. Dezember 2024), die zum Okres Rožňava, einem Teil des Košický kraj, gehört.

## Geographie

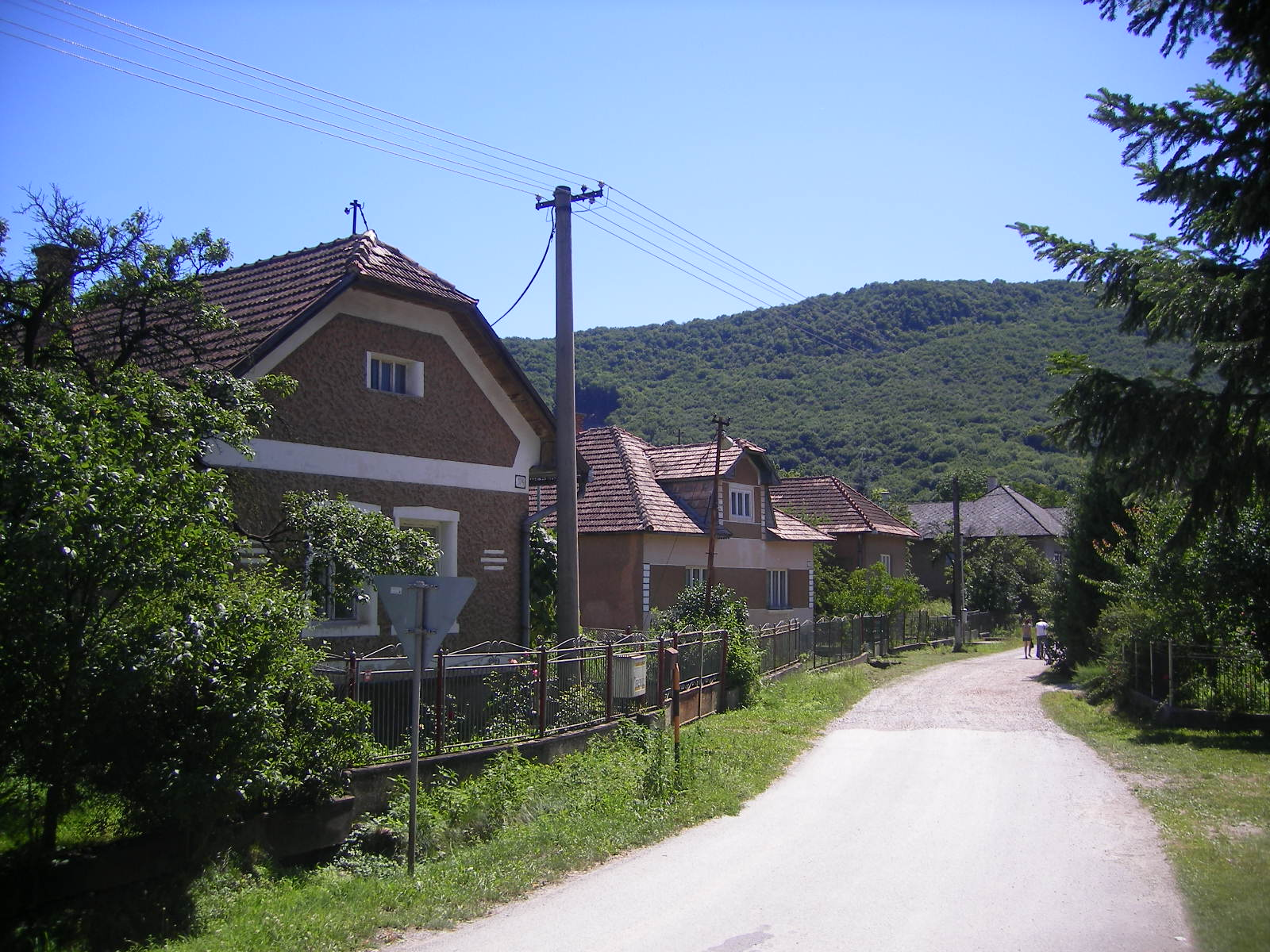
Straßenbild von Krásnohorská Dlhá Lúka

Die Gemeinde befindet sich im Gebiet des Slowakischen Karstes im Talkessel Rožňavská kotlina, unterhalb des südlich gelegenen Silica-Karstplateaus. Dort findet man eine 1964 entdeckte Höhle namens Krásnohorská jaskyňa, die auch besichtigt werden kann. Durch bebautes Ortsgebiet fließt der Pačiansky potok, der am Südrand ins Flüsschen Čremošná mündet; somit liegt das Dorf im Einzugsgebiet der Slaná. Das Ortszentrum liegt auf einer Höhe von 315 m n.m. und ist achteinhalb Kilometer von Rožňava entfernt.
Nachbargemeinden sind Krásnohorské Podhradie im Norden, Lipovník im Osten, Hrušov und Silická Jablonica im Süden, Silica im Südwesten und Jovice im Westen.

## Geschichte

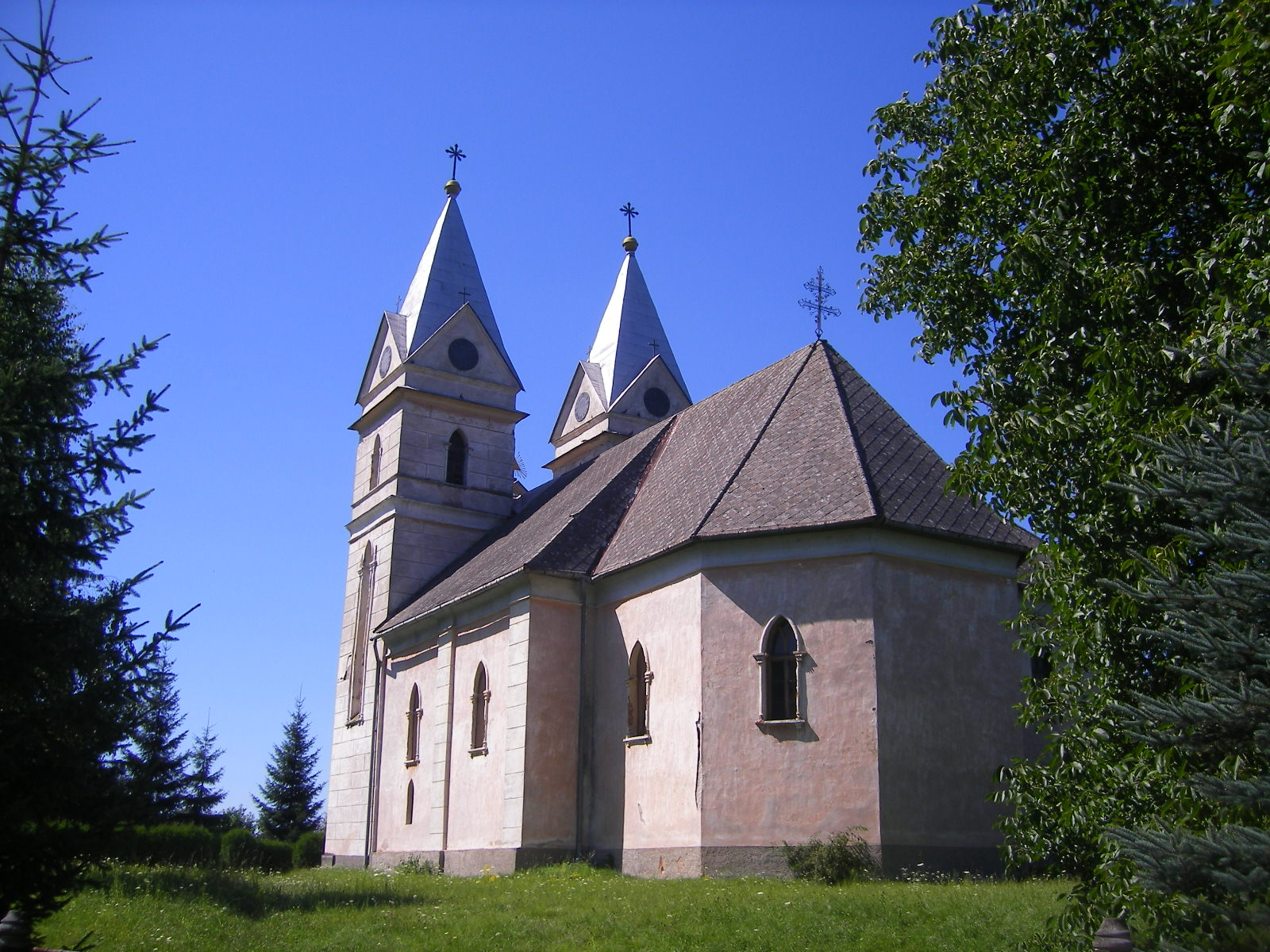
Ansicht der Kirche

Krásnohorská Dlhá Lúka entstand rund um einen zum Herrschaftsgebiet der Burg Krásna Hôrka gehörenden Meierhof und wurde zum ersten Mal 1338 als Huziureth schriftlich erwähnt. Bis zur zweiten Hälfte des 16. Jahrhunderts besaß das Geschlecht Bebek Ortsgüter, danach wechselte der Besitz in die Hände der mächtigen Familie Andrássy. 1567 war das Dorf gegenüber den Türken tributpflichtig, 1570 wurde es doch von ihnen in Brand gesetzt und viele Einwohner entführt. Bis zum 17. Jahrhundert waren die meisten Einwohner als Hirten beschäftigt, danach wurden Kalkbrennerei und Köhlerei Haupteinnahmequellen. 1828 zählte man im landwirtschaftlich geprägten Dorf 103 Häuser und 716 Einwohner.
Bis 1918/1919 gehörte der im Komitat Gemer und Kleinhont liegende Ort zum Königreich Ungarn und kam danach zur Tschechoslowakei beziehungsweise heute Slowakei. 1938 bis 1945 war er auf Grund des Ersten Wiener Schiedsspruchs noch einmal Teil Ungarns.

## Bevölkerung
| Jahr                | 1994 | 2004    | 2014    | 2024    |
| ------------------- | ---- | ------- | ------- | ------- |
| Anzahl der Personen | 697  | 685     | 719     | 701     |
| Unterschied         |      | −1,72 % | +4,96 % | −2,50 % |

| Jahr                | 2023 | 2024    |
| ------------------- | ---- | ------- |
| Anzahl der Personen | 699  | 701     |
| Unterschied         |      | +0,28 % |

Nach der Volkszählung 2011 wohnten in Krásnohorská Dlhá Lúka 732 Einwohner, davon 557 Magyaren, 137 Slowaken, drei Tschechen, zwei Ukrainer und ein Rom. 32 Einwohner machten keine Angabe zur Ethnie.
577 Einwohner bekannten sich zur römisch-katholischen Kirche, 43 Einwohner zur reformierten Kirche, 13 Einwohner zur Evangelischen Kirche A. B., vier Einwohner zur griechisch-katholischen Kirche, jeweils zwei Einwohner zur altkatholischen Kirche und zur orthodoxen Kirche sowie ein Einwohner zur evangelisch-methodistischen Kirche; zwei Einwohner bekannten sich zu einer anderen Konfession. 40 Einwohner waren konfessionslos und bei 48 Einwohnern wurde die Konfession nicht ermittelt.

## Bauwerke
- römisch-katholische Georgskirche aus dem Jahr 1754, ursprünglich barock gestaltet, nach einem Umbau im frühen 20. Jahrhundert erhielt sie historisierende Bauelemente

## Söhne und Töchter der Gemeinde
- Dionysius Andrássy (1835–1913), Adeliger, Mitglied der Ungarischen Akademie der Wissenschaften und Vorsitzender der Ungarischen Heraldischen und Genealogischen Gesellschaft